# Ghiacciaio Pettus
Il ghiacciaio Pettus è uno stretto ghiacciaio lungo circa 17 km situato sulla costa occidentale della penisola Trinity, nella parte settentrionale della Terra di Graham, in Antartide. Il ghiacciaio, il cui punto più alto si trova a circa 750 m s.l.m., fluisce in direzione nord a partire dalla parete Ebony fino a raggiungere il ghiaccio pedemontano Gavin, tra il colle Poynter e il duomo Tinsel.

## Storia
Il ghiacciaio Pettus fu mappato dal British Antarctic Survey, che all'epoca si chiamava ancora Falkland Islands and Dependencies Survey (FIDS), nel 1960-61 e fu quindi così battezzato dal Comitato britannico per i toponimi antartici in onore di Robert N. Pettus, pilota aereo della Spedizione di ricognizione aerea delle Isole Falkland e delle Dipendenze nel periodo 1956-57.